# Ben Caplan
Pour les articles homonymes, voir Caplan.
 (mars 2017).
Ben Caplan est un auteur, compositeur et interprète canadien, originaire d'Halifax. Il est parfois accompagné de son groupe, The Casual smokers. Le style musical va de la ballade folk à la musique fortement inspirée du klezmer.

## Membres passés, invités occasionnels et musiciens de tournée
- Ben Caplan : guitare, banjo, chant, mélodica, piano, mégaphone
- Greg Woolner : batterie
- Ronald J Hynes : contrebasse
- Jordan Stephens : contrebasse
- Jaron Freeman Fox : violon
- Donald MacLennan : violon
- Taryn Kawaja : piano et chant